# Incognegro
Incognero – album Ludacrisa, który został wydany niezależnie 30 listopada 1999 roku. Ogólnie jest pierwszym albumem rapera, lecz jako debiut uznawany jest album Back for the First Time wydany rok później przez wytwórnie Def Jam Recordings. Został on sprzedany tylko w 50.000 kopiach.

## Lista Utworów
1. Intro
2. U Got A Problem?
3. Game Got Switched
4. 1st & 10  (featuring Infamous 2-0 & Lil' Fate)
5. It Wasn't Us
6. Phone Call (Skit)
7. Hood Stuck
8. Get Off Me  (featuring Pastor Troy)
9. Mouthing Off  (featuring 4-IZE)
10. Midnight Train  (featuring Chimere
11. 3 Phone Messeges By Kenya (Skit)
12. Ho
13. Ludacris Concert (Skit)
14. Catch Up  (featuring Infamous 2-0 & Lil' Fate)
15. What's your Fantasy  (featuring Shawnna)
16. Rock And Hard Place